# Императорска гвардия (Наполеон I)
Вижте пояснителната страница за други значения на Императорска гвардия.
Императорската гвардия (на френски: Garde impériale) е елитна войска от армията на Първата френска империя.
Организирана е от император Наполеон I като бойна част, изпълняваща церемониални функции, веднага след провъзгласяването на империята. Тя е лична охрана на Наполеон, а също така осигурява охраната на императорското семейство и всички висши чинове на френската армия. По-късно гвардейските части започват да се използват в бойни операции. Съставът на гвардията постоянно се мени – с времето тя започва да съставлява значителна част от френската армия, включваща няколко корпуса с численост над няколко десетки хиляди души. Гвардията участва в много от военните кампании на Наполеон, съчетавайки висок боен дух с лична преданост. Някои подразделения съпровождат Наполеон при първото му изгноние на остров Елба. Всички части на гвардията са разформировани след втората реставрация на Бурбоните.